# Шампионне, Жан Этьен Вашье
Жан Этьен Вашье Шампионне (фр. Jean Étienne Vachier Championnet; 14 апреля 1762 — 9 января 1800, Антиб) — французский генерал, участник войн революционной Франции.

## Биография
Жан Этьен Вашье Шампионне родился в Альяне под Валенсом 13 апреля 1762 года. Вступив рядовым в Валлонскую гвардию, после весьма бурной юности, он посвятил себя чтению военных сочинений и участвовал ещё до Французской революции в осаде Гибралтара.
В начале революции, избранный в командиры батальона волонтёров, он был послан для усмирения мятежа, вспыхнувшего в горах Юры, что исполнил без пролития крови. Потом он служил под начальством генерала Гоша, и в 1793 году, отличившись при Вейсенбурге, был произведён в дивизионные генералы. В сражении при Флерюсе его упорная борьба в центре позиций во многом способствовала победе Журдана. С равным отличием он участвовал потом в походах 1794 и 1797 годов на Нижнем Рейне и многократно получал благодарность от Директории.
Впоследствии, сделавшись главным начальником армии, которая долженствовала защищать Рим от нападения неаполитанцев, но ещё не была сформирована, Шампионне менее чем в три месяца, собрал её и расположился у Рима, но был вытеснен неаполитанцами. Вскоре ему всё же удалось разбить неприятеля, и взяв в плен их главнокомандующего, австрийского генерала Мака, овладеть Неаполем, откуда король Фердинанд бежал на Сицилию. Шампионне обезоружил лаццарони, восстановил, то строгими, то мягкими мерами порядок в городе и провозгласил Партенопейскую республику.
Однако при всех этих достоинствах, Шампионне должен был сдать команду генералу Макдональду, вследствие несогласия с комиссаром Директории, посланным в Неаполь. Его арестовали и под конвоем привезли в Милан, где было произведено следствие. Хотя Шампионне и был оправдан, но, по приказанию Директории, посажен в гренобльскую тюрьму.

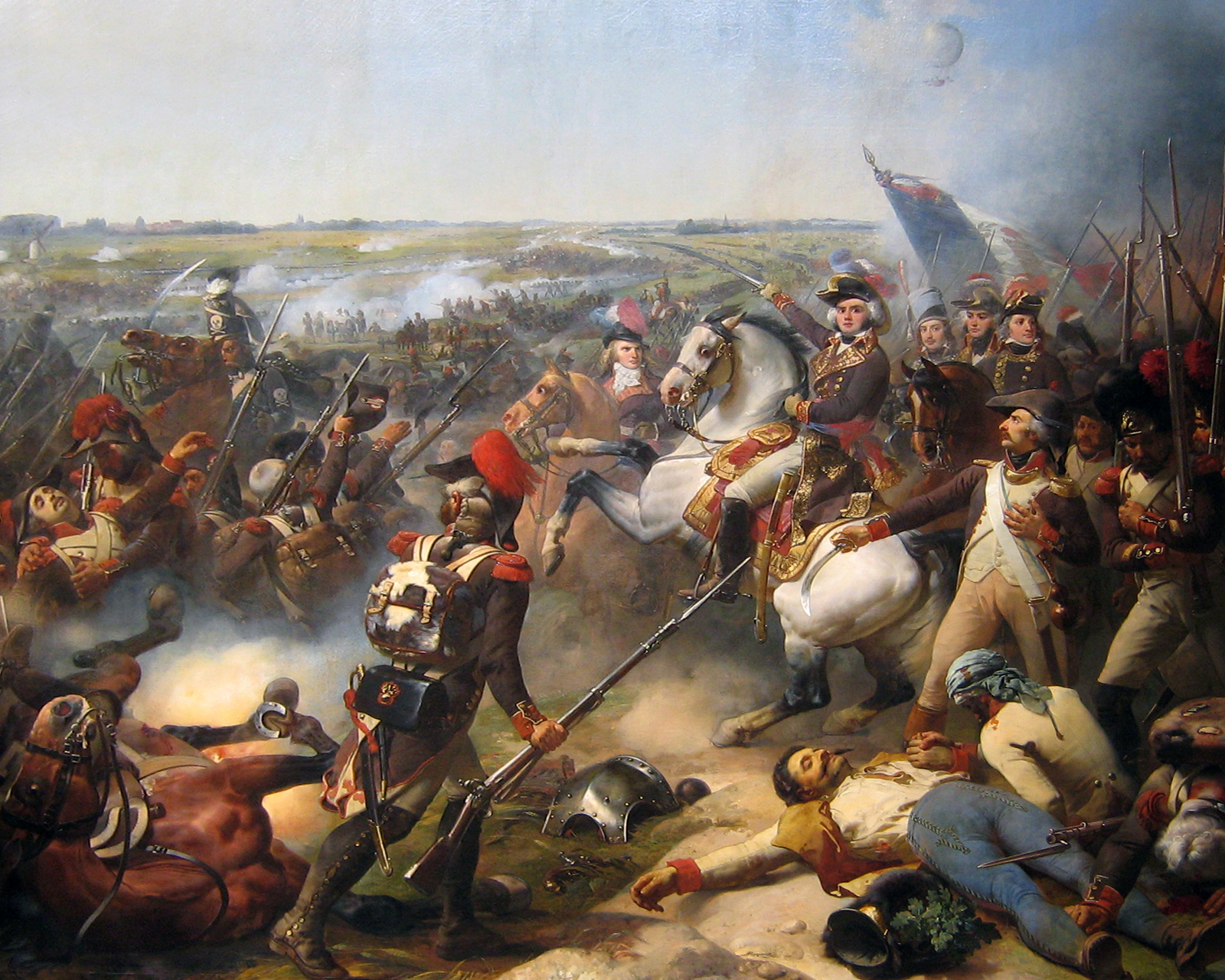
Шампионне в битве при Флёрюсе сражался в первых рядах

Во время заключения Шампионне написал свои исторические записки (Memoires de Championnet, 2 тома), имеющие большую ценность для истории Великой Французской революции. Эти записки были изданы в Париже в 1799 году.
Между тем составилась новая Директория, которая не только освободила генерала, но поручила ему командование Альпийской армией. Но военное счастье Шампионне уже закатилось; он сменил генерала Жубера, разбитого Суворовым при Нови во главе армии, и отвел её в сторону Генуи. 4 ноября 1799 года был разбит австрийскими войсками под командованием генерала Меласа в сражении при Женола. Шампионне пробыл командующим армией с 21 сентября по 30 декабря, и всё это время она находилась в тяжелом положении, в которое, впрочем, попала до его назначения главнокомандующим, благодаря действиям русских войск. Шампионне лишился от тифа большей части своей армии и сам умер в Антибе 9 января 1800 года. Остатки французских войск под командованием Массена укрепились в Генуе и дали тем самым фору вернувшимся из Египта Бонапарту и Дезе разгромить Меласа в сражении при Маренго.
По словам Наполеона, Шампионне «был смелым, полным рвения, деятельным, преданным своей стране; он был хорошим дивизионным генералом, но нерешительным главнокомандующим».
Впоследствии Шампионне был воздвигнут памятник в Валансе и его имя выбито на Триумфальной арке в Париже.

## В культуре
Шампионне стал персонажем романа Александра Дюма-отца «Луиза Сан-Феличе» и его экранизаций.